# 道里邦国志
道里邦国志（阿拉伯语：‎, Kitāb al-Masālik w’al- Mamālik）一译《省道记》、《道程及郡国志》。是9世纪波斯地理学家伊本·胡尔达兹比赫所著的一部地理著作。他根据当时阿巴斯王朝的宫廷资料记述了穆斯林世界与东西方主要贸易通道及沿途的情况。书中所记地域广阔，东至今日本、朝鲜半岛、中国，西达法国、英国、西班牙等地。对于中国的港口、河流、物产、海上航线等记载甚详，并对路上丝绸之路的西半段做了详细描述。该书是研究当时东西方交通的重要史料。